# 25683 Haochenhong
25683 Haochenhong este un asteroid din centura principală de asteroizi.

## Descriere
25683 Haochenhong este un asteroid din centura principală de asteroizi. A fost descoperit pe 5 ianuarie 2000 la Socorro, New Mexico, în cadrul proiectului LINEAR. Asteroidul prezintă o orbită caracterizată de o semiaxă mare de 3,14 ua, o excentricitate de 0,20 și o înclinație de 6,3° în raport cu ecliptica.